# گلیز ۳۴۹
گلیز ۳۴۹ یک ستاره است که در صورت فلکی مار باریک قرار دارد.